# Yacimiento de la Verdeja
El Yacimiento de la Verdeja es un yacimiento arqueológico español donde se encontraron restos de época emiral (entre el siglo VI y el siglo IX). Se ubica en el Cerro de la Verdeja en el municipio de Huétor Tájar (Granada, España) cuando tenía lugar la remodelación de la línea de ferrocarril Bobadilla-Granada en el año 2002.
- Datos: Q6169588